# Campeonato Gaúcho de Futebol Feminino Sub-17
O Campeonato Gaúcho Feminino Sub-17 é uma competição de futebol feminino organizada pela Federação Gaúcha de Futebol (FGF). Foi a primeira competição estadual de base feminina e surgiu com o objetivo de suprir uma lacuna da modalidade e atender as necessidades dos clubes gaúchos.
O Internacional é o clube com o maior número de conquistas neste torneio, totalizando dois títulos (três, contando com a Copa Gaúcha de 2021).

## Campeões

### Títulos por clube
| Pos | Clube                 | Título | Vice | Terceiro lugar | Quarto lugar |
| --- | --------------------- | ------ | ---- | -------------- | ------------ |
| 1.º | Internacional         | 3      | 1    | —              | —            |
| 2.º | Grêmio                | 1      | 2    | 1              | —            |
| 3.º | Elite                 | —      | 1    | —              | —            |
| 4.º | Flamengo de São Pedro | —      | —    | 1              | 1            |
| 5.º | Juventude             | —      | —    | 1              | 1            |
| 6.º | ADERGS                | —      | —    | 1              | —            |
| 7.º | Futebol com Vida      | —      | —    | —              | 1            |
| 8.º | Pelotas               | —      | —    | —              | 1            |

### Títulos por cidade
| Pos | Cidade          | Título | Vice | Terceiro lugar | Quarto lugar |
| --- | --------------- | ------ | ---- | -------------- | ------------ |
| 1.º | Porto Alegre    | 4      | 3    | 1              | —            |
| 2.º | Santo Ângelo    | —      | 1    | —              | —            |
| 3.º | Caxias do Sul   | —      | —    | 1              | 1            |
| 4.º | Tenente Portela | —      | —    | 1              | 1            |
| 5.º | Tapejara        | —      | —    | 1              | —            |
| 6.º | Pelotas         | —      | —    | —              | 1            |
| 7.º | Viamão          | —      | —    | —              | 1            |